# KGpg
KGpg es una interfaz gráfica de KDE para GnuPG, que incluye gestión de claves y un editor. Los usuarios pueden crear fácilmente las claves criptográficas, escribir, cifrar, descifrar y firmar o verificar los mensajes. Con KGpg se pueden crear claves públicas o privadas, exportarlas e importarlas, firmar las claves y establecer una fecha de caducidad.
A través de la integración con Dolphin (explorador de archivos) o Konqueror, los usuarios pueden cifrar archivos haciendo clic derecho en el archivo o archivos seleccionados y siguiendo el diálogo Acciones. Haciendo clic en un archivo cifrado Dolphin o Konqueror preguntarán al usuario por una contraseña para descifrar el archivo. KGpgp también se mantiene en segundo plano con un icono presente en la bandeja de sistema.